# Kovalʹskiy (cráter)
Kovalʹskiy es un cráter de impacto perteneciente a la cara oculta de la Luna. Se encuentra a alrededor de un diámetro al sureste del prominente cráter Sklodowska, y al norte-noroeste de Bowditch y del Lacus Solitudinis, un pequeño mar lunar.
|  |

Este elemento ha sido fuertemente dañado por impactos superpuestos, dejándolo apenas distinguible del irregular terreno circundante. El cráter satélite Kovalʹskiy P atraviesa el borde suroeste del cráter principal, y al igual que lo hace Kovalʹskiy B al noreste. Otro cráter pequeño también se sitúa sobre el sector noroeste del brocal. El interior es irregular y marcado por varios pequeños cráteres.
Kovalʹskiy K se encuentra en el punto medio de una zona de alto albedo. Un único débil sistema de marcas radiales se extiende al sureste directamente a través de Kovalʹsky.

## Cráteres satélite
Por convención estos elementos son identificados en los mapas lunares poniendo la letra en el lado del punto medio del cráter que está más cercano a Kovalʹskiy.
|            | \| Kovalʹskiy \| Coordenadas \| Diámetro \| \| ---------- \| ------------------------------- \| -------- \| \| B \| 20°48′S 101°30′E / -20.8, 101.5 \| 28 km \| \| D \| 20°54′S 103°00′E / -20.9, 103.0 \| 19 km \| \| H \| 22°30′S 102°36′E / -22.5, 102.6 \| 37 km \| \| M \| 23°48′S 100°48′E / -23.8, 100.8 \| 18 km \| \| P \| 22°24′S 100°18′E / -22.4, 100.3 \| 25 km \| \| Q \| 23°30′S 98°42′E / -23.5, 98.7 \| 35 km \| \| U \| 21°06′S 98°06′E / -21.1, 98.1 \| 25 km \| \| Y \| 20°48′S 100°30′E / -20.8, 100.5 \| 19 km \| |          |
| Kovalʹskiy | Coordenadas | Diámetro |
| B          | 20°48′S 101°30′E / -20.8, 101.5 | 28 km    |
| D          | 20°54′S 103°00′E / -20.9, 103.0 | 19 km    |
| H          | 22°30′S 102°36′E / -22.5, 102.6 | 37 km    |
| M          | 23°48′S 100°48′E / -23.8, 100.8 | 18 km    |
| P          | 22°24′S 100°18′E / -22.4, 100.3 | 25 km    |
| Q          | 23°30′S 98°42′E / -23.5, 98.7 | 35 km    |
| U          | 21°06′S 98°06′E / -21.1, 98.1 | 25 km    |
| Y          | 20°48′S 100°30′E / -20.8, 100.5 | 19 km    |